# 神羅万象チョコ 九邪戦乱の章
神羅万象チョコ 九邪戦乱の章（しんらばんしょうチョコ くじゃせんらんのしょう）はバンダイ発売のおまけ付き駄菓子・ウエハースチョコレート。神羅万象チョコシリーズの第九章で、前章である大魔王と八つの柱駒の直接の続編に当たる。通称「九邪（くじゃ）」。

## 解説
『神羅万象チョコ』シリーズの実質的な第九章に該当する。通算33作目。2013年4月15日に第1弾が全30種類でバンダイより発売された。パッケージは各弾ともそれぞれ2種類ずつ。
新ホロとして「フュージョンレア(FR)」が登場し、前章の「ミラージュレア(MR)」は廃止された。それ以外の種類は前章と同じく、「クリスタルレア(CR)」、「シルバーレア(SR)」、「ノーマル(N)」が継続して登場する。「フュージョンレア(FR)」には、「フュージョンレアアナザー(FRA)」と「スーパーフュージョンレア(SFR)」の別バージョンが存在する。「九邪」におけるカードのナンバリングは右上に「九邪○○○」、左下にそのカードの種類が記されるようになった。

### 1億個突破記念プロジェクト
2005年の販売から累計1億個を突破し、今章より1億個突破記念プロジェクトが開催される。
その1「1億個突破キャンペーン」
1億個突破記念スペシャルカード灼炎王子アポロをプレゼントする企画。
入手条件は3つの方法がある。一つは第1弾封入の台紙で「大当たりの台紙」を手に入れ応募すること（全員サービス）。一つは月刊コロコロコミック2013年5月号の応募券で応募すること（抽選2000人）。一つは『神羅万象フロンティア』にて2013年4月15日から限定公開されるレイドボスを倒すこと（先着3000人）。
その2「パズル&ドラゴン」×「神羅万象チョコ」コラボレーション
2013年4月15日より、「パズル＆ドラゴン」にて神羅万象チョコとのコラボダンジョンが出現する企画。
その3「神羅万象チョコ オールスター人気投票」
神羅万象チョコ 九邪戦乱の章 第2弾および第3弾の商品台紙に印字されたシリアルナンバーで投票可能。「男性部門」「女性部門」「その他部門」に1票ずつ投票でき各部門の上位に入賞した合計30キャラクターは、全て豪華ホログラム使用になって2014年2月に発売予定。
その4「神羅万象フロンティア」データカードGETキャンペーン
人気投票後に神羅万象フロンティアで使えるデータカードがもらえる。
第2弾は灼炎王アポロ、第3弾は聖龍王サイガがもらえる。

### 限定カード
アナザーカラーver.星天のアルカナ (CR)
2013年4月16日より開始。サークルKサンクスで第1弾を4個まとめて買うと限定カードが貰える。
アナザーカラーver.光魔后妃リリス (CR)
2013年7月16日より開始。サークルKサンクスで第2弾を5個まとめて買うと限定カードが貰える。
アナザーカラーver.神魔后妃アルフィーネ (CR)
2013年10月15日より開始。サークルKサンクスで第3弾を5個まとめて買うと限定カードが貰える。
アナザーカラーver.月華星天ノイン (CR)
2014年1月14日より開始。サークルKサンクスで第4弾を5個まとめて買うと限定カードが貰える。

## 世界観
前章『大魔王と八つの柱駒』と同じく、「ソロモン大陸」を舞台としている。前章から数百年の時間が経過している。
「ソロモン大陸」とは、とある次元の狭間に存在する広大な大陸で、超常的な能力を持つ魔族と非力な人間が同居する世界。人間達は長い間魔族に隷属する生活を強いられていたが、大魔王アークによって初の天下統一が実現されると、人間は魔族から解放され自由を手に入れることとなった。個体差が少ない人間に比べ、魔族はその特殊な生態から8種類の眷属に分類されており、「ソロモン大陸」には人間と魔族の合計9種類の知的生命体が存在することになっている。大陸統一を期に魔族は「聖魔族」と名を改めた。
「ソロモン大陸」とは異なる三つの世界が存在し、それぞれの思惑と様々な因縁により、別次元より邪神群迎撃戦に参戦することとなる。前章のキャラクターである暴魔王バアル・ゼブル（魔剣王ベルゼビュート）と幻魔王アスモ・デウス（魔戦姫アスモディエス）が、過去シリーズの『王我螺旋の章』からの再登場であるのと同様に、今章でも過去シリーズからの再登場キャラクターが確認されている。これにより、異界という設定はあるものの、『神羅万象チョコ』における全ての世界は繋がっているということになる。
登場するキャラクターや種族は、前章から引き続き七つの大罪やソロモンの72悪魔などから悪魔をモチーフとし、今章新たに登場する邪神群は天使をモチーフとしていると思われる。

### ソロモン大陸の聖魔族
第一魔族「プライド」
光魔王ルキフェールを魔王として崇める聖魔族の一つ。神々しい天使系の魔物を多く擁する。得意属性は光、雷。
七つの大罪では「傲慢」に該当する。
第二魔族「ラース」
竜魔王サタンを魔王として崇める聖魔族の一つ。龍や蛇の魔物を多く擁する。得意属性は闇、火。
七つの大罪では「憤怒」に該当する。
第三魔族「エンヴィー」
海魔王レヴィアタンを魔王として崇める聖魔族の一つ。海洋生物や水棲生物の魔物を多く擁する。得意属性は水、氷。
七つの大罪では「嫉妬」に該当する。
第四魔族「スロゥス」
夜魔王ベルフェリアを魔王として崇める聖魔族の一つ。禍々しい悪魔系の魔物を多く擁する。得意属性は闇、氷。
七つの大罪では「怠惰」に該当する。
第五魔族「グリード」
獣魔王マーモンを魔王として崇める聖魔族の一つ。鳥系や獣系の魔物を多く擁する。得意属性は土、金。
七つの大罪では「強欲」に該当する。
第六魔族「グラトニー」
暴魔王バアル・ゼブルを魔王として崇める聖魔族の一つ。昆虫系や節足動物系の魔物を多く擁する。得意属性は木、風。
七つの大罪では「暴食」に該当する。
第七魔族「ラスト」
幻魔王アスモ・デウスを魔王として崇める聖魔族の一つ。美女、植物系の魔物を多く擁する。得意属性は闇、木。
七つの大罪では「色欲」に該当する。
第八魔族「ヴァイス」
七つの魔族に属さず、大魔王アークに直接仕える魔の眷属。

### 邪神九階位
第一階位「熾邪神セラフ」
上級第一位の最上級邪神。全部で4体しか存在しない希少種。
天使九階位では「熾天使」に該当する。
第二階位「智邪神ケルヴィウム」
上級第二位の邪神。
天使九階位では「智天使」に該当する。
第三階位「座邪神オファニウム」
上級第三位の邪神。
天使九階位では「座天使」に該当する。
第四階位「主邪神キュリオテラス」
中級第一位の邪神。
天使九階位では「主天使」に該当する。
第五階位「力邪神デュナメール」
中級第二位の邪神。
天使九階位では「力天使」に該当する。
第六階位「能邪神エクソーシア」
中級第三位の邪神。戦闘に特化し、下級邪神では手に負えない強敵を排除する役目を持つ。
天使九階位では「能天使」に該当する。
第七階位「権邪神アルヒャイン」
下級第一位の邪神。下級邪神を統括する存在で、破壊活動の指揮隊長を務める。
天使九階位では「権天使」に該当する。
第八階位「大邪神アーケイン」
下級第二位の邪神。第四階位邪神の意思を下級の邪神群へと伝え、浸透させる伝令としての役割を持つ。
天使九階位では「大天使」に該当する。
第九階位「邪神アンヘル」
下級第三位の最下級邪神。最も数が多く、実働部隊の兵隊として行動する。
天使九階位では「天使」に該当する。

### 三つの異界
機界（きかい）
機械王を中心とした機械による世界。邪神群によって滅ぼされたとされる。
過去シリーズにおいては具体的に登場したことは無かったが、『第一章』ないし『第二章』の世界観が近いといえる。
神魔界（しんまかい）
神魔族・神魔獣による世界。
過去シリーズにおいては、『第二章』および『王我羅旋の章』の舞台が該当する。
魂獣界（スピリッツかい）
魂獣による世界。
過去シリーズにおいては、『ゼクスファクター』および『七天の覇者』の舞台が該当する。

## ラインナップ

### 第1弾
第1弾は2013年4月15日発売。全30種類（厳密には31種類）。FRは2種類、FRAは2種類、SFRは1種類、CRは4種類、SRは10種類、Nは12種類。
- 九邪PR1 狂乱王メフィスト(CR)
- 九邪PR2 暗黒の邪神群(FR)(FRA)
- 九邪PR3 煉獄聖魔王アーク(CR)
- 九邪PR4 亡国のアポロ(SR)
- 九邪001 灼炎のアポロ(FR)(FRA)(SFR)
- 九邪002 儚星のノイン(SR)
- 九邪003 星天のアルカナ(SR)
- 九邪004 ソロモン王アーク(CR)
- 九邪005 紅蓮華蛇神王サマエル(CR)
- 九邪006 光魔后妃リリス(SR)
- 九邪007 邪神アンヘル(SR)
- 九邪008 大邪神アーケイン(SR)
- 九邪009 神魔獣ボックル(SR)
- 九邪010 七天獣ギロちん(SR)
- 九邪011 重機臣Gプロキオン(SR)
- 九邪012 震裂戦鬼メルフィス(SR)
- 九邪013 白磁騎士ガラクシアス
- 九邪014 鋼鉄騎竜アンガスト
- 九邪015 貝住子爵ガリアン
- 九邪016 コマンドー・ガマエル
- 九邪017 魂送子爵ハーレクイン
- 九邪018 遊霊男爵ゴーストン
- 九邪019 猛牛子爵バッファロン
- 九邪020 ポストマン・メッセン
- 九邪021 茜剣士レッドラル
- 九邪022 七星戦士テンドウ
- 九邪023 食虫銃士ツボカズラー
- 九邪024 ガードナー・ポーチカ

## 登場キャラクター

### 主要人物
灼炎のアポロ（しゃくえんのアポロ）
第1弾 九邪001 (FR)(FRA)(SFR)
POWER:18
名前：アポロ・ポイボス<男>
種族：人間「オリンポス人」<聖戦士>
属性：聖、魔、火、光
武器：灼炎魔槍ブレイジングランス
師匠：ソロモン王アーク
特技：サンシャイン・バースト
本章における主人公。邪神群によって故郷を滅ぼされた亡国の王子。「ソロモン大陸」を救うため、ソロモン王アークに師事し邪神と戦う。彼の祖国は「オリンポス」と呼ばれる王国で、彼は王国最強の勇者だったらしい。赤い瞳に逆立った赤髪で、額に文様が浮かんでおり、バツ印の意匠を凝らした白を基調としている衣服を着用している。『神羅万象チョコ』の主人公では、初の赤髪である。
亡国のアポロ（ぼうこくのアポロ）
第1弾 九邪PR4 (SR)
POWER:1
宝物：オリンポス・メダリオン
敵対：邪神群
特技：オリンポス戦闘術
狂乱王メフィストの召喚術で、邪神群もろとも「ソロモン大陸」へ召喚されてしまう。邪神群とたった独りで戦っていたが、保護される。
灼炎王子アポロ（しゃくえんおうじアポロ）

灼炎将アポロ（しゃくえんしょうアポロ）
第2弾 九邪049 (FR)(FRA)
POWER:25
属性：聖、魔、光、火、金、土、風、雷
神具：光神槍ゲイ・ボルグ
契約：神槍騎士クー・フーリン
特技：サンシャイン・バースト
因子としての才能を見出され、クー・フーリンと契約締結する。神具ゲイ・ボルグを手に、邪神の軍勢を薙ぎ払う。
灼炎王アポロ（しゃくえんおうアポロ）
第2弾 九邪050 (FR)(FRA)(SFR)
POWER:30
属性：聖、魔、光、火、金、土、風、雷
武器：灼炎魔槍ブレイジングランス
敵対：邪神群
特技：爆熱ライジング・サン・エクスプロージョン
魂獣武装発動・甲鎧変換した姿。二人の王子の想いが一つとなる。
騎迅轟破灼炎王アポロ（きじんごうはしゃくえんおうアポロ）
第3弾 九邪077 (FR)(FRA)(SFR)
POWER:40
属性：聖、魔、光、火、水、金、土、風、雷
武器：ガミジンの槍、モラクスの斧
魂合：騎迅炎魔ガミジン、轟破水魔モラクス
特技：爆熱ライジング・サン・エクスプロージョン
魂魄魂合によってガミジンとモラクスの力を得た姿。
灼炎太陽王アポロ （しゃくえんたいようおうアポロ）
第4弾 九邪084 (CR)
POWER:50
属性：聖、魔、光、火、金、土、風、雷
神具 ：光神槍ゲイボルク 武装形態
フィルノート・プロミネンス
巨大化する邪神群に対抗するため、高速飛行と遠距離攻撃ができる姿。

儚星のノイン（ぼうせいのノイン）
第1弾 九邪002 (SR)
POWER:10
名前：ノイン<女>
種族：人間「不明」<占星術師>
属性：魔、光、闇、火、水、木、金、土、風、雷、氷
武器：星杖スターワンド
好感：灼炎のアポロ
特技：スターライト・ホロスコープ
本章におけるヒロイン。灼炎王子アポロと共に保護された記憶喪失の少女で、出自等は不明。「ソロモン大陸」の聖魔族に酷く怯えていて、異界の人々にしか心を開かない。赤い瞳にショートカットの銀髪で褐色肌、ボロボロの黒いローブを身に纏い、手足には錠のような金属を嵌めている。わずかに尖った耳を有しているため、実際に人間かどうかは第1弾の段階では定かではない。一人称は「私（わたし）」。
黒儚星ノイン（こくぼうせいノイン）
第2弾 九邪029 (S)
POWER:15
武器：召喚符エネアド・タロット
仲間：灼炎将アポロ
特技：魔神召喚
度重なる邪神群の襲撃による恐怖と絶望が、彼女の眼前にエネアド・タロットを出現させる。ノインは邪神群の標的にされており、何処に逃げても探し出して襲ってくる。
虚儚星ノイン（きょぼうせいノイン）
第3弾 九邪073 (S)
POWER:1
オリンポス侵攻中にソロモンへ強制召喚された邪神群が、メフィストのデータを基にオリンポス人の生体データが混入されたスパイを作り出してしまう。それがノインの正体である。

### ソロモン王アークと聖魔族
ソロモン王アーク（ソロモンおうアーク）
第1弾 九邪004 (CR)
POWER:15
名前：アーク・マティウス<男>
種族：聖魔族「ヴァイス」<大魔王>
属性：魔、光、闇、火、水、木、金、土、風、雷、氷
宝物：星命のクリスタル
弟子：灼炎のアポロ
特技：アポカリプス・ロード・オプシダン
『大魔王と八つの柱駒』から引き続き登場。前章の主人公。
「ソロモン大陸」の統治者（大魔王）。邪神群との戦いで全魔力を失い、戦線離脱を余儀なくされる。全魔力を失って瀕死状態だったが、星天のアルカナの献身によって一命を取り留めたらしい。灼炎のアポロの素質を見出し、師匠として彼を育成することになる。彼の特技「アポカリプス・ロード・オプシダン」は、『王我羅旋の章』におけるラスボス魔導神メビウスの必殺技とほぼ同名であるが、第1弾の段階では関係性は不明。一人称は「ボク」。
煉獄聖魔王アーク（れんごくせいまおうアーク）
第1弾 九邪PR3 (CR)
大魔導王アーク（だいまどうおうアーク）
第3弾 九邪080 (FR)(FRA)
POWER:50
武器：聖魔杖カドゥケウス
敵対：邪神群
特技：アポカリプス・ロード・トリニティー
聖魔杖カドゥケウスを得て、魔力と失われた記憶の一部を取り戻した大魔王。

星天のアルカナ（せいてんのアルカナ）
第1弾 九邪003 (SR) / 九邪P01 (CR)
POWER:15
名前：アルカナ・トラスト<女>
種族：聖魔族「ヴァイス」<公爵>
属性：魔、光、闇、火、水、木、金、土
武器：召喚符アルカナ・タロット
信頼：ソロモン王アーク
特技：英雄召喚
『大魔王と八つの柱駒』から引き続き登場。前章のヒロイン。
ソロモン王アークの側近で使い魔。狂乱王メフィストの召喚術を見様見真似で実践し、異界の勇者を召喚して邪神群に対抗する。邪神群迎撃戦で魔力を使い果たしたソロモン王アークに己の魔力の半分を分け与えた影響で子供の姿になってしまったらしい。十字が入った特徴的な赤い瞳に前章までとは異なるロングヘアの緑髪、頭部には丸みを帯びた角、矢印のように尖った尻尾、白い腰羽が一対生えている。前章同様、アークから貰った白い大きな帽子を被っている。一人称および愛称は「アルカ」。
サークルKサンクス限定の「アナザーカラーver.星天のアルカナ(CR)」が存在する。カードの種類とナンバリングは異なるが、デザインの違いは無い。
紅蓮華蛇神王サマエル（ぐれんげじゃしんおうサマエル）
第1弾 九邪005 (CR)
POWER:34
名前：サマエル<男>
種族：聖魔族「ラース」<大公爵>
属性：魔、光、闇、火、風、雷
武器：魔剣千子村正
親友：ソロモン王アーク
特技：アポカリプス・ロード・クリムゾン
『大魔王と八つの柱駒』から引き続き登場。前章では主人公大魔王アークと敵対関係だったが、本章では味方である。
聖魔族「ラース」の副王的存在である蛇神。七魔王が全員消息不明となったため、ソロモン王アークにより聖魔族全軍の指揮を任され、「ソロモン大陸」最高戦力として、邪神群を迎え撃つ。ソロモン王アーク、円環邪竜ウロボロス、そして紅蓮華邪神王サマエルの三人は有史以来からの付き合いで、その絆は何よりも深いらしい。赤い瞳に白髪、頭部には枝分かれした角が生えており、赤を基調とした和服および甲冑を着用している。前章同様、背後に二匹の大蛇を従えている（彼の身体の一部かもしれないが詳細は不明）。彼の特技「アポカリプス・ロード・クリムゾン」は、『王我羅旋の章』におけるラスボス魔導神メビウスの必殺技と同名であるが、第1弾の段階では関係性は不明。一人称は「私（わたし）」。
光魔后妃リリス（こうまこうひリリス）
第1弾 九邪006 (SR)
POWER:27
名前：リリス<女>
種族：聖魔族「プライド」<后妃>
属性：魔、光、火、土、風、雷
宝物：光魔王の御守り
主人：光魔王ルキフェール
特技：デッドエンド・エクスタシー
光魔王ルキフェールの正妻。聖魔族「プライド」のナンバー2として、不在の夫に代わり「プライド」全軍の指揮を執る。消息不明になった夫の生存を信じ、ソロモン王アークを諭す。光魔王ルキフェールには多くの側室が存在するが、全員彼以上に正妻である彼女を慕っているらしい。金色の瞳にショートカットの金髪で褐色肌、エルフ耳を有し、側頭部には一対の羽が生え、白い腰羽が三対生えている。グラマラスな身体つきで露出度の高い服装を着用し、大小様々な紫色のリボンや紐パンが特徴的。
黄金蛇神竜ウロボロス（おうごんじゃしんりゅうウロボロス）
第2弾 九邪027 (SR)
POWER:30
名前：ウロボロス<男>
種族：聖魔族「ラース」<大公爵>
属性：魔、水、金、風、雷、氷
宝物：円環の竜鱗
親友：ソロモン王アーク
特技：アポカリプス・ロード・エルドラド
『大魔王と八つの柱駒』から引き続き登場。
麗魔大公ラフレイシア（れいまたいこうラフレイシア）
第2弾 九邪028 (SR)
POWER:28
名前：ラフレイシア<女>
種族：聖魔族「ラスト」<大公爵>
属性：魔、光、水、木、土、風
宝物：麗魔宝冠ソーン・ティアラ
宿敵：幻魔王アスモ・デウス
特技：デビルフラワー・レボリューション
幻魔王に次ぐ「ラスト」のナンバー2。あらゆる植物を意のままに操り、強力な毒素で全ての物を腐食させる。
煌翼迦焔凰フェネキア（こうよくかえんおうフェネキア）
第3弾 九邪078 (SR)
POWER:25
名前：フェネキア<女>
種族：聖魔族「グリード」<公爵>
属性：魔、光、火、金、土、風、雷
武器：魔剣鳳凰焔舞
仲間：騎迅轟破灼炎王アポロ
特技：セイクリッドフレイム・フォルテシモ
『大魔王と八つの柱駒』から引き続き登場。
仲間の死に鎮魂の歌を捧げる聖炎の歌姫。自身の魂を焼き焦がす炎の魔剣を手に、怒りと悲しみの旋律を奏でる。吟遊詩人のフェネキアは、アポロの音楽家としての才能だけは誰よりも認めている。
奈落火蝗魔王アバドン（ならくびこうまおうアバドン）
第4弾 九邪097 (SR)
POWER:31
名前：アバドン<男>
種族：聖魔族「グラトニー」<大公爵>
属性：魔、光、闇、火、木、金、風、雷
武器：魔剣ブラッドタイフーン
後継：骸煉魔剣王ベルゼビュート
特技：ダークレギオン・インフェルノ
『大魔王と八つの柱駒』から引き続き登場。
巨影廻流ヴェパル（きょえいかいりゅうヴェパル）
第4弾 九邪098 (SR)
POWER:26
名前：ヴェパル<女>
種族：聖魔族「エンヴィー」<公爵>
属性：魔、闇、水、金、風、雷、氷
宝物：巨深宝冠デプス・クラウン
主人：海魔王レヴィアタン
特技：ビッグシャドウ・スパイラル
海魔王の腹心の幹部。巨体に似合わず臆病で控えめな性格だが、冷静な観察眼は軍師として非凡な才能を発揮する。
骸煉魔剣王ベルゼビュート（がいれんまけんおうベルゼビュート）
第4弾 九邪105 (CR)
POWER:50
名前：ベルゼビュート<男>
種族：神魔族<剣聖>
属性：魔、光、闇、火、木、金、土、風、雷
神具：骸煉刀ベルゼブブ
兄弟：魔戦姫アスモディエス
特技：真・天畏無崩
『大魔王と八つの柱駒』から引き続き登場。
ガイレンオーとの契約締結に成功し、因使となる。
ソロモン五大小魔王（ソロモンごだいしょうまおう）
第4弾 九邪106 (SR)
POWER:?
名前：不明
種族：聖魔族<魔王>
属性：魔、光、闇、火、水、木、金、土、風、雷、氷
宝物：アークの信頼
仲間：大魔導王アーク
特技：フェフス・テスタメント
ベルゼビュートの次元跳躍によって次元の闇から生還。魔力の大半を失い小型化した。
大賢者マジコ（だいけんじゃマジコ）
第3弾 九邪079 (SR)
POWER:20
名前：マジコ・マジカ<女>
種族：人間<魔導王>
属性：聖、魔、光、闇、火、水、木、金、土、風、雷、氷
宝物：聖魔杖カドゥケウス
信頼：大魔導王アーク
特技：アポカリプス・ロード
『大魔王と八つの柱駒』から引き続き登場。
前章より成長しており服装も露出度が高い物になっている。箒の柄の部分には手作りのアークのストラップが結び付けられている。一人称は「アタシ」。
アークを影ながら支えるために、不老長寿の術を開発しその術によって現代に生きる魔導王。不測の事態に備え、数百年に渡って聖魔杖に魔力を注いでいた。
聖導士ミリア（せいどうしミリア）
第4弾 九邪107 (SR)
POWER:10
名前：ミリア・ブレイブ・フォースタス<女>
種族：人間<魔導士>
属性：聖、光、火、雷、氷
宝物：聖杖ホープ・ロッド
師匠：大賢者マジコ
特技：スターライト・フラッシュ
マジコに弟子入りし一緒に暮らしている。勇者の資質を持ち、魔導士でありながら聖剣エクスカリバーを受け継いでいる。実は勇者王ヒイロの直系の子孫にあたる。

### 狂乱王メフィストと邪神群
狂乱王メフィスト（きょうらんおうメフィスト）
第1弾 九邪PR1 (CR)
POWER:33
名前：メフィスト・フェレス<女>
種族：聖魔族「ヴァイス」<大公爵>
属性：魔、光、闇、火、水、木、金、土、風、雷、氷
武器：召喚符アルカナ・タロット
召喚：邪神群
特技：邪神召喚
『大魔王と八つの柱駒』から引き続き登場。前章の黒幕。
狂気に満ちた戦乱の世を求める道化神。かつて「ソロモン大陸」を戦乱の渦に巻き込んだ罪で投獄されていたが、数百年後、七魔王の監視をくぐり抜けて脱獄に成功する。復讐に燃える彼女は再び戦乱の世を招くために、数百年にわたって魔力を注いだ「召喚符アルカナ・タロット」を使って虚空に巨大な次元の扉を作り出し、次元の彼方より暗黒の邪神群を「ソロモン大陸」へ呼び寄せた。だが、邪神群を召喚した直後に、邪神群の攻撃を受けて消滅してしまったらしい。彼女は大魔王アークの元を出奔した頃から既に「召喚符アルカナ・タロット」への魔力チャージを開始していたらしい。
暗黒の邪神群（あんこくのじゃしんぐん）
第1弾 九邪PR (FR)/(FRA)
POWER:∞
名前：不明<不明>
種族：邪神<不明>
属性：聖、魔、光、闇、火、水、木、金、土、風、雷、氷
宝物：天使の卵（×？）
敵対：煉獄聖魔王アーク
特技：ダーク・ゴスペル
本章における敵勢力。狂乱王メフィストの作った次元の扉より出現した無数の邪神群。その扉は閉じることなく、無限に邪神群を呼び寄せる。大義も理想も野望もなく、ただ本能のままにあらゆる生命と文明を破壊し尽くす存在。いくつもの世界を滅ぼした邪神群は、「ソロモン大陸」を新たな標的として襲撃する。煉獄聖魔王アークと七魔王ですら、個々の圧倒的な能力と無尽蔵の大群を前に為す術もなかった。邪神群には、九つの種類と階級が存在し、このことから通称「九邪（くじゃ）」と呼ばれるらしい。「天使の卵」とは、邪神達の持つ魔力の結晶体で、階級が高い邪神ほど多くの卵を持っているらしい。
邪神アンヘル（じゃしんアンヘル）
第1弾 九邪007 (SR)
POWER:16
名前：不明<不明>
種族：邪神九階位「アンヘル」
属性：聖、魔、光、闇、火
宝物：天使の卵（×1）
襲撃：ソロモン大陸
特技：アンヘル・ダークブレイズ
下級第三位の最下級邪神。邪神群の中で最も多くの数が存在し、実動部隊の兵隊として群れて破壊行動を行う。目、口、鼻らしきものが存在しないフルフェイスのような頭部に、背骨だけで身体を支えているような人骨を思わせるフォルムで機械的な外見をしている。翼として羽ばたくかわからない無機質な赤い腰羽を生やし、背後に赤い天使の輪を浮かべている。他の邪神と比較すると全体的に丸みを帯びており、頭部や背骨などを始めとして色味が赤い。亡国のアポロに描かれている邪神である。
大邪神アーケイン（だいじゃしんアーケイン）
第1弾 九邪008 (SR)
POWER:18
名前：不明<不明>
種族：邪神八階位「アーケイン」
属性：聖、魔、光、闇、火、風
宝物：天使の卵（×5）
襲撃：ソロモン大陸
特技：アーケイン・ソニックブーム
下級第二位の邪神。より上位に位置する邪神の意思や命令を邪神アンヘル達に伝える伝令役として存在している。邪神アンヘルと基本的な構造は似ているが、全体的に突起物が多くなり色味も赤ではなく青である。邪神アンヘルとは異なる形状の赤い腰羽を生やし、同じく背後に天使の輪を浮かべている。
権邪神アルヒャイン（けんじゃしんアルヒャイン）
第2弾 九邪025 (SR)
POWER:20
名前：不明<不明>
種族：邪神七階位「アルヒャイン」
属性：聖、魔、光、闇、火、風、雷
宝物：天使の卵（×10）
襲撃：ソロモン大陸
特技：アルヒャイン・サンダーブレイク
下級第一位の邪神。下級邪神を統括する存在で、破壊活動の指揮隊長を務める。常に数体のアンヘルを伴って行動する。
能邪神エクソーシア（のうじゃしんエクソーシア）
第2弾 九邪026 (SR)
POWER:25
名前：不明<不明>
種族：邪神六階位「エクソーシア」
属性：聖、魔、光、闇、火、土、風、雷
宝物：天使の卵（×15）
襲撃：ソロモン大陸
特技：エクソーシア・アースクエイク
中級第三位の邪神。戦闘に特化し、下級邪神では手に負えない強敵を排除する役目を持っている。
水のジブ・リール（みずのジブ・リール）
第2弾 九邪051 (CR)
POWER:50
名前：ジブ・リール<不明>
種族：邪神一階位「セラフ」
属性：聖、魔、光、闇、水、氷
宝物：天使の卵（×999）
襲撃：ソロモン大陸
特技：大海衝エル・プリミラ
最上位の邪神王「熾邪神セラフ」の1体。水を司り、大洪水を引き起こして文明を破壊する。性別を持たない邪神群の中で唯一女性的な特徴を持つ邪神で、その姿に魅了される男性聖魔族も少なくなかった。セラフ最高の回復力を誇る。熾邪神セラフは体の大きさを変化させることができるが、その最大値は現状で確認されているだけでも約13mに達していたらしい。
風のラファ・エール（かぜのラファ・エール）
第2弾 九邪052 (CR)
POWER:50
名前：ラファ・エール<不明>
種族：邪神一階位「セラフ」
属性：聖、魔、光、闇、風、雷
宝物：天使の卵（×999）
襲撃：ソロモン大陸
特技：嵐気龍エル・ティフォナス
最上位の邪神王「熾邪神セラフ」の1体。風を司り、暴風雨を引き起こして文明を破壊する。機界侵攻の陣頭指揮を執った邪神で、機獣達の怨敵とも呼べる存在。セラフ最速のスピードを誇る。
力邪神デュナメール（りきじゃしんデュナメール）
第3弾 九邪053 (SR)
POWER:30
名前：不明<不明>
種族：邪神五階位「デュナメール」
属性：聖、魔、光、闇、火、土、風、雷
宝物：天使の卵（×30）
襲撃：ソロモン大陸
特技：デュナメール・デフラグレーション
中級第二位の邪神。戦闘に特化した存在で、広範囲攻撃による土地の破壊を目的としている。
主邪神キュリオテラス（しゅじゃしんキュリオテラス）
第3弾 九邪054 (SR)
POWER:35
名前：不明<不明>
種族：邪神四階位「キュリオテラス」
属性：聖、魔、光、闇、火、水、土、風、雷、氷
宝物：天使の卵（×50）
襲撃：ソロモン大陸
特技：キュリオテラス・アイスエイジ
中級第一位の邪神。中級以下の邪神群を統制する指揮官的な存在で、上級邪神に代わって世界侵攻の実行指揮を執る。
火のベシュ・テルス（ひのベシュ・テルス）
第3弾 九邪055 (CR)
POWER:50
名前：ベシュ・テルス<不明>
種族：邪神一階位「セラフ」
属性：聖、魔、光、闇、火、雷
宝物：天使の卵（×999）
標的：灼炎王アポロ
特技：火怨龍エル・エクリクスィー
最上位の邪神王「熾邪神セラフ」の1体。火を司り、大火災を引き起こして文明を破壊する。常に超高温の炎をまとっており、高レベルの耐熱防御法を持たない者は近づくだけでその身を焼き尽くされてしまう。セラフ最高の攻撃力を誇る。
地のアウ・リエル（ちのアウ・リエル）
第3弾 九邪056 (CR)
POWER:50
名前：アウ・リエル<不明>
種族：邪神一階位「セラフ」
属性：聖、魔、光、闇、木、土
宝物：天使の卵（×999）
標的：ソロモン王アーク
特技：磁震慟エル・スィスモス
最上位の邪神王「熾邪神セラフ」の1体。地を司り、大地震を引き起こして文明を破壊する。偏執的で執念深い性質を持ち、一度狙った獲物は決して逃がさないらしい。セラフ最高の防御力を誇る。
座邪神オファニウム（ざじゃしんオファニウム）
第4弾 九邪081 (SR)
POWER:40
名前：不明<不明>
種族：邪神三階位「オファニウム」
属性：聖、魔、光、闇、火、木、土、風
宝物：天使の卵（×100）
襲撃：ソロモン大陸
特技：オファニウム・ミラージュフレイム
上級第三位の邪神。燃えさかる車輪の姿をした邪神。高い戦闘力を持ちセラフに敵対する者殲滅と粛清を主務としている。下級邪神を生み出す元凶で、全16体しか存在しない。クローンを作り出し管理する役目も持っている。
智邪神ケルヴィウム（ちじゃしんケルヴィウム）
第4弾 九邪082 (SR)
POWER:45
名前：不明<不明>
種族：邪神二階位「ケルヴィウム」
属性：聖、魔、光、闇、火、金、土、風、雷
宝物：天使の卵（×500）
襲撃：ソロモン大陸
特技：ケルヴィウム・オーロラライト
上級第二位の邪神。燃えさかる車輪の姿をした邪神。高い戦闘力を持ちセラフに敵対する者殲滅と粛清を主務としている。中級邪神を生み出す元凶で、全8体しか存在しない。4枚の翼と四つの腕と四つの顔を持つ異形の姿で邪神王の護衛を主務としている。
邪神王メルタ・トロス（じゃしんおうメルタ・トロス）
第4弾 九邪083 (FR)（A）
POWER:∞
名前：メルタ・トロス<不明>
種族：邪神王
属性：聖、魔、光、闇、火、水、木、金、土、風、雷、氷
宝物：天使の卵（×4000）
対決：灼炎太陽王アポロ
特技：神蝕崩壊エル・アディス
四大セラフが融合して生まれた、真の邪神一階位。「白亜の闇」の異名を持ち、邪神群で唯一白い体を持っている。全長は50メートルにも及ぶ巨体で、素早い動きから近づくことも難しい。驚異的な学習能力を持ち、アポロ達との戦いを通じて彼等の持つ技術や言語を徐々に習得しつつある。邪神群で唯一、「言葉」と「道具」を使える個体である。テレパシーのようなもので言語を発することができるが、しゃべる言葉は一方的なつぶやきばかりで、会話による意思疎通は不可能。わずかではあるが「感情」のような仕草や表情を見せ始め、ソロモンの人々を恐怖と困惑に陥れた。このまま成長を続ければ、いずれ「自我」に目覚める可能性も否定はできない。

### 異界の勇者
神魔獣ボックル（しんまじゅうボックル）
第1弾 九邪009 (SR)
POWER:5
名前：ボックル<男>
種族：神魔族<魔獣>
属性：魔、光、闇、土
宝物：光の鱗粉
友達：星天のアルカナ
特技：ダンシング・ボックル・ファンタジア
自由と可能性を暗示する「愚者」のカードで召喚された神魔界に生息するモンスター。体から放たれる光は強い回復効果を持つ。癒しキャラとして活躍し特に女性聖魔族の間で人気爆発中らしい。
『第二章』からの再登場。
七天獣ギロちん（しちてんじゅうギロちん）
第1弾 九邪010 (SR)
POWER:12
名前：ギロロ・ギロス<男>
種族：魂獣<マスコットキャラクター>
属性：聖、魔、火、水、木、金、土
武器：七天槍ギロちんランス
友達：星天のアルカナ
特技：ダンシング・ギロちん・カプリチオ
修行と忍耐を暗示する「吊刑者」のカードで召喚された魂獣界に存在する架空の生物。マスコットキャラクターとして活躍している。同じ槍使いとして、アポロのことをかなり強く意識している。ギロちんの着ぐるみには強力な封印魔法が施されており、中の者は自分の意思で着ぐるみを脱ぐことができない。
『七天の覇者』からの再登場。
重機臣Gプロキオン（じゅうきしんグレートプロキオン）
第1弾 九邪011 (SR)
POWER:18
名前：クリップ<男>
種族：機獣<機臣>
属性：聖、光、火、金、風
宝物：ゼペル・ドライバー
敵対：邪神群
特技：機甲拳・絶招閃星弾
勇気と実行力を暗示する「剛毅」のカードで召喚された。機界神の忠臣で、かつて機界を滅亡させた邪神群の存在を危険視している。かつての保護者であった機械技師ゼペルの工具を、今でも大事に体内に収納している。
『第三章』からの再登場。
震裂戦鬼メルフィス（しんれつせんきメルフィス）
第1弾 九邪012 (SR)
POWER:17
名前：メルフィス<女>
種族：神魔族<魔戦士>
属性：魔、闇、火、金、雷
武器：震裂剣ヘレティック・ブレード
教育：魔剣王ベルゼビュート、魔戦姫アスモディエス
特技：ファナティック・クライシス
自制と献身を暗示する「節制」のカードで召喚された。神魔后妃の侍女であり、ベルゼビュートとアスモディエスの教育係。指揮能力と育成能力に優れ、聖魔族の戦闘訓練では鬼教官として重用されている。
『第二章』からの再登場。
神魔后妃アルフィーネ（しんまこうひアルフィーネ）
第2弾 九邪045 (SR)
POWER:24
名前：アルフィーネ<女>
種族：神魔族<后妃>
属性：魔、光、火、水、木、土、風
武器：神姫魔杖シャイニング・ハート
実子：魔剣王ベルゼビュート
特技：ミルキーウェイ・シンフォニー
恋愛と調和を暗示する「恋人」のカードで召喚された。神魔界の正統王妃で、ベルゼビュートの実母で直接の血縁関係にないアスモディエスを実子のベルゼビュート同様に、愛するベリアールの子供として等しく愛情を注いでいる。同じ后妃として立場の近い光魔后妃リリスと意気投合し、茶飲み友達として親交を深めている。
『第二章』からの再登場。
神魔超獣シン・ボックル（しんまちょうじゅうシン・ボックル）
第2弾 九邪046 (SR)
名前：シン・ボックル<男>
種族：神魔族<超魔獣>
属性：魔、光、闇、土
宝物：黄金粒子ゴールド・フォトン
友達：星天のアルカナ
特技：アークライト・ブラスター
ボックルが突然変異で超進化した姿。純白の体皮は輝く黄金の外殻となり、その魔力は巨大に増大し始める。その愛らしいさと金色に輝く豪華な姿で子供達への人気が急上昇している。
七星閃機プレアデス（しちせいせんきプレアデス）
第2弾 九邪047 (SR)
POWER:16
名前：プレアデス<女>
種族：機獣<騎士>
属性：聖、光、火、金、氷
装備：コメット・ブースター
敵対：邪神群
特技：シルエット・ミラージュ・クラスター
知性と平常心を暗示する「女教皇」のカードで召喚された。機界神を護衛する女性型の守護騎士で、高速飛行による空中戦を得意としている。プレアデス七星団は七体がお互いを区別するために、生まれた順から「マイア」「エレクトラ」「ターユゲテー」「アルキュオネー」「ケライノー」「アステロペー」「メロペー」の名をコードネームとして与えられてる。
神槍騎士クー・フーリン（しんそうきしクー・フーリン）
第2弾 九邪048 (CR)
POWER:25
名前：クー・フーリン<男>
種族：魂獣<騎士>
属性：聖、魔、光、金、土、風、雷
神具：光神槍ゲイ・ボルグ
契約：灼炎将アポロ
特技：ドルドナ・ストライク
公正と善行を暗示する「正義」のカードで召喚された魂獣界の王子。七天獣の中に封印されており二重召喚により真の姿を現れた。クー・フーリンの契約条件は「三日三晩同じ戦場で共に戦った上で、魂獣から因使に宣誓を立てる」という内容で、前半の「三日三晩同じ戦場で共に戦う」という部分に関してはギロちんに封印されていた状態で既に条件を果たしていた。普段は温厚で理知的なクー・フーリンだが、戦闘になると冷徹で情け容赦無い凶暴な一面をのぞかせる。ルーグとデヒテラの息子。
『七天の覇者』の世界からの登場。
機界神Aオリオン（きかいしんアストロオリオン）
第3弾 九邪069 (CR)
POWER:40
名前：オリオン<男>
種族：機獣<機界神>
属性：聖、光、火、水、木、金、土、風、雷、氷
装備：七星賢者セプタ・アステリオン
敵対：邪神群
特技：ギガンティウス・ネオランビス
転機と幸運を暗示する「運命の輪」のカードで召喚された機界を統治する神。邪神に滅ぼされた旧機界唯一の生き残り。
オリオンの、両肩、腰、両膝に位置する七つの顔の正式名称をセプタ・アステリオンという。それぞれが独自の知能と名前を持ち、右肩は「ベテルギウス」、左肩は「ベラトックス」、腰は右から「ミンタカ」「アルニラム」「アルニタク」、右膝は「サイフ」、左膝は「リゲル」と呼ばれている。 オリオンの最強必殺技である「ギガンティス・ネオランビス」を放つ際には、この七つの顔の口部が開き、そこから一斉にエネルギー波を射出する。Aオリオンの頭頂高は約15mで、邪神群最大を誇るセラフとほぼ同等の巨体を誇る。
『王我羅旋の章』からの再登場。
神魔大元帥ベリアール（しんまだいげんすいベリアール）
第3弾 九邪070 (CR)
POWER:40
名前：ベリアール<男>
種族：神魔族<大元帥>
属性：魔、光、闇、火、金、土、風、雷
防具：神魔王のローブ
敵対：邪神群
特技：真・黒死夢葬
支配と安定を暗示する「皇帝」のカードで召喚された神魔界を統治する神魔三巨頭の頭首で、別名「神魔王」とも呼ばれる。
『第二章』からの再登場。
神魔大将軍アスタロット（しんまだいしょうぐんアスタロット）
第3弾 九邪071 (SR)
POWER:33
名前：アスタロット<女>
種族：神魔族<大将軍>
属性：魔、闇、水、木、風、雷、氷
武器：神姫魔杖ダークネス・ハート
実子：魔戦姫アスモディエス
特技：真・月禍颷塵
繁栄と情熱を暗示する「女帝」のカードで召喚された。神魔三巨頭の一人で、別名「艶魔王」とも呼ばれる。
『第二章』からの再登場。
神魔大将軍アリオク（しんまだいしょうぐんアリオク）
第3弾 九邪072 (SR)
POWER:33
名前：アリオク<男>
種族：神魔族<大将軍>
属性：魔、闇、火、金、土、雷
武器：獅竜剣ウルティオー
仲間：神魔大元帥ベリアール、神魔大将軍アスタロット
特技：真・獄落鏖浄
勝利と征服を暗示する「戦車」のカードで召喚された。神魔三巨頭の一人で、別名「剛魔王」とも呼ばれる。
『第二章』からの再登場。
暗黒英雄ガイレンオー（あんこくえいゆうガイレンオー）
第4弾 九邪104 (SR)
POWER:35
名前：バエル・ゼブル<男>
種族：魂獣<ヒーロー>
属性：魔、光、闇、火、金、土、風、雷
武器：骸煉刀ベルゼブブ
契約：魔剣王ベルゼビュート
特技：ヴェノムストーム・ディザスター
災厄と崩壊を暗示する「塔」のカードで召喚された。魂獣界を守る伝説のヒーロー。その名声は魂獣界に留まらず、多次元にまで多くのファンを有している。
『七天の覇者』からの再登場。

### エネアド九柱神
砂瀑魔神セト（さばくまじんセト）
第2弾 九邪030 (SR)
POWER:29
名前：セト<男>
種族：魔神「エネアド九柱神」
属性：魔、闇、火、土、風、雷
宝物：異邦神の宝冠
主人：黒儚星ノイン
特技：砂神嵐舞
序列9番目のエネアド九柱神でエネアド九柱神の中では最も地位が低い魔神だが、単純な武力は魔神でもトップクラスの実力を誇っている。砂漠と嵐を司る暴虐の魔神。肉弾戦を得意とし、その拳圧はあらゆる物質を打ち砕く。
黎柩魔神ネフティス（れいきゅうまじんネフティス）
第2弾 九邪031 (SR)
POWER:27
名前：ネフティス<女>
種族：魔神「エネアド九柱神」
属性：魔、闇、土、風
武器：アヌビスの神杖
主人：黒儚星ノイン
特技：冥府魂葬
序列8番目のエネアド九柱神で本来は控えめの目立たない性格をしているが、姉のイシスを慕って彼女の言動に必死で話を合わせている。夜の闇と死を司る魔神。常に姉のイシスと共に行動し、暗黒魔法で敵を死に誘う。セトの妻だが、性格の不一致でお互い仲はあまりよくない。イシスを姉として溺愛しており、彼女にお願いされると断ることができないらしい。
耀籃魔神イシス（ようらんまじんイシス）
第2弾 九邪032 (SR)
POWER:28
名前：イシス<女>
種族：魔神「エネアド九柱神」
属性：魔、光、水、土
宝物：ホルスの神杖
主人：黒儚星ノイン
特技：帰生転決
序列7番目のエネアド九柱神で無邪気で傲慢な性格をしているが、溺愛する夫の前でのみ従順で貞淑な恋する乙女に変わってしまうらしい。昼の光と生を司る魔神。常に妹のネフティスと共に行動し、治癒魔法で味方を蘇生する。
冥廻魔神オシリス（めいかいまじんオシリス）
第3弾 九邪074 (SR)
POWER:30
名前：オシリス<男>
種族：魔神「エネアド九柱神」
属性：魔、闇、火、水、木、土、風、雷
宝物：冥王の玉座
主人：虚儚星ノイン
特技：光条冥王
序列6番目のエネアド九柱神。植物と農耕を司る魔神。イシスとネフティスを両脇に従えており、冥王と呼ばれている。セトの実兄だが、仲は非常に険悪でお互い強くライバル視している。
展空魔神ヌト（てんくうまじんヌト）
第3弾 九邪075 (SR)
POWER:31
名前：ヌト<女>
種族：魔神「エネアド九柱神」
属性：魔、光、水、風、雷
武器：神杖天地抱擁
主人：虚儚星ノイン
特技：空雷天葬
天空の恵みを司る魔神。ゲブの妻で、オシリスとセトの母親。ゲブとヌトはお互いを溺愛しており、片時も離れることなく甘い空気を周囲に振りまいている。
醍地魔神ゲブ（だいちまじんゲブ）
第3弾 九邪076 (SR)
POWER:32
名前：ゲブ<男>
種族：魔神「エネアド九柱神」
属性：魔、闇、火、木、土
武器：神杖天地抱擁
主人：虚儚星ノイン
特技：地炎獄葬
大地の恵みを司る魔神。ヌトの夫で、オシリスとセトの父親でもある。
天瞳魔神テフヌト（てんどうまじんテフヌト）
第4弾 九邪101 (SR)
POWER:33
名前：テフヌト<女>
種族：魔神「エネアド九柱神」
属性：魔、火、水、風、氷
宝物：マヘスの神杖
主人：虚儚星ノイン
特技：雹雨霧幻塵
風雨と湿気を司る魔神。空間を歪め、長距離を一瞬で移動する力を持っている。シューとテフヌトはアトゥムが己の補佐として生み出した夫婦魔神。ゲブの両親。
麒龍魔神シュー（きりゅうまじんシュー）
第4弾 九邪102 (SR)
POWER:34
名前：シュー<男>
種族：魔神「エネアド九柱神」
属性：魔、光、火、風、雷
宝物：雷蛇の腕輪
主人：虚儚星ノイン
特技：雷蛇光波弾
雷と大気を司る魔神。あらゆる物体や事象を反発させて引き離す力を持っている。生粋のバトルマニアでケンカと戦闘には目がない。
創世魔神アトゥム（そうせいまじんアトゥム）
第4弾 九邪103 (CR)
POWER:45
名前：アトゥム<男>
種族：魔神「エネアド九柱神」
属性：聖、魔、光、火、水、土、風、雷
宝物：ラーの宝冠
主人：月華星天ノイン
特技：万物琉天
宇宙と創造を司る魔神。エネアド九柱神最古にして最強の魔神。太陽神としての一面を持ち、同じ資質を持つアポロに強く興味を持っている。